# 根古屋信號場 (京成)
根古屋信號場（日语：／ Nekoya shingōjō */?）是一個位於日本千葉縣成田市長田，屬於成田機場線（成田Sky Access線），介乎成田湯川站－機場第2候機樓站間的信號場。計劃時名稱為新根古屋信號場（日语：／ Shin-Nekoya shingōjō */?），開業後也可在車上看見標記。

## 構造
成田機場線在成田湯川站－成田機場站間是單線，為了確保軌道容量以及保安要求而設置必要的穿越設備而興建。配線是1線直通方式。
Skyliner與Access特急在列車交會時停車，開車時發車鐘會自動鳴響。
場所位於東關東自動車道交點東側附近。JR東日本成田線在附近亦曾設有根古屋信號場，但與此信號場並不位於同一位置，現時與根古屋信號場位於夾在東關東自動車道的對面。

## 運用
伴隨京急蒲田站高架化，2012年10月21日時刻表改正起印旛日本醫大以東不再進行列車交會。

## 歷史
- 2010年（平成22年）7月17日：竣工，開始使用。

## 相鄰設施
京成電鐵
 成田機場線
成田湯川（KS43）－根古屋信號場－機場第2候機樓（KS41）